# IC 4726
IC 4726 — галактика типу S0 (спіральна галактика) у сузір'ї Павич.
Цей об'єкт міститься в оригінальній редакції індексного каталогу.